# Gauradaha
Gauradaha (en népalais : गौरादह) est un comité de développement villageois du Népal situé dans le district de Jhapa. Au recensement de 2011, il comptait 14 771 habitants.